# Perk Pulau Tiga
Perk Pulau Tiga is een bestuurslaag in het regentschap Aceh Tamiang van de provincie Atjeh, Indonesië. Perk Pulau Tiga telt 4633 inwoners (volkstelling 2010).